# Pistolet maszynowy Madsen Model 1945
Madsen Model 1945 (M1945, Model 13, Model 1945/47) – duński pistolet maszynowy z lat 40. XX wieku.

## Opis
Madsen Model 1946 był bronią bronią samoczynną. Zasada działania oparta na odrzucie zamka swobodnego. Sprężyna powrotno-uderzeniowa znajdowała się naokoło lufy i była otoczona osłoną połączoną z zamkiem. Mechanizm spustowy umożliwia prowadzenie ognia pojedynczego i seriami.
Madsen M1945 był zasilany przy pomocy dwurzędowych magazynków pudełkowych o pojemności 50 naboi.
Lufa o długości 315 mm.
Pistolet maszynowy był wyposażony w stałą kolbę drewniana lub prętową kolbę składaną. Przyrządy celownicze mechaniczne.